# Makiwaru
Makiwaru è una circoscrizione rurale (rural ward) della Tanzania situata nel distretto di Siha, regione del Kilimangiaro. Conta una popolazione di 10 699 abitanti (censimento 2012).